# 3878 Jyoumon
3878 Jyoumon è un asteroide della fascia principale. Scoperto nel 1982, presenta un'orbita caratterizzata da un semiasse maggiore pari a 3,1012910 UA e da un'eccentricità di 0,1848056, inclinata di 2,24681° rispetto all'eclittica.